# Герб Фастова
Герб Фа́стова — офіційний символ міста Фастів, районного центру Київської області. Затверджений рішенням сесії міської ради № 4-Х-ХХШ від 23.12.1999 р. «Про затвердження Положення про зміст, опис, порядок використання Герба, Прапора м. Фастова.»

## Опис

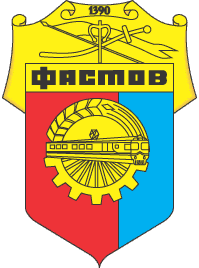
Герб радянського періоду

Герб має форму щита з округленим верхом та півколом внизу. В його основу покладено зображення срібного пагорба, обнесеного частоколом з чотирма сторожовими баштами. Через герб діагоналями проходять дві золоті стрічки, які перетинаються в центрі. Всі композиційні елементи зображені на фоні кольорів: блакитного — зверху та зліва і зеленого — справа та внизу.
Поєднуючи стилізовані елементи та символіку, герб відображає історію та сьогодення Фастова. В минулому — це місто-фортеця, розташоване на підвищенні, укріплене частоколом, за архітектурою та матеріалом, характерними для міст Київської Русі. Білий колір в центрі, відкриті ворота свідчать про наміри фастівчан, а укріплення — про готовність при нагоді постояти за себе.
З давніх часів місто було перехрестям важливих шляхів, таким воно залишається і понині завдяки залізничному вузлу. Чотири дороги від міста можна розпізнати за допомогою стрічок, покладених через центр Герба.
Блакитний колір символізує річку Унаву, а зелений — фастівські ліси, як основні природні багатства нашого краю.

## Герб радянського періоду
Щит розтятий 2:1 червоним і лазуровим. У центрі щита золоте коло, що складається з колосся і половини шестірні, у центрі кола тепловоз. Золота глава обтяжена чорною назвою міста. Зображення характеризують Фастів як великий залізничний вузол і розвинуте в місті хімічне машинобудування. У золотому картуші — дата «1390» і козацькі атрибути. 
Автор — Борис Шулевський.